# Фреліх Олег Миколайович
Олег Миколайович Фреліх (рос. Олег Николаевич Фре́лих; 24 березня 1887, Москва, Російська імперія — 6 вересня 1953, Москва, Російська РФСР) — радянський російський актор театру і кіно, режисер. Заслужений артист РРФСР (1947).

## З життєпису
Закінчив юридичний факультет Московського університету і драматичне відділення Московського філармонічного суспільства (1911). До революції — актор театру і кіно. У 1935—1939 — актор театру Червоної Армії, в 1939—1941 і в 1943—1951 р. — театру ім. Ленінського комсомолу в Москві. У період 1915—1950 р. зіграв більше п'ятдесяти ролей в кіно, в тому числі в українських кінокартинах:
- «Остання ставка містера Енніока» (1922, Гнорр)
- «Привид блукає Європою» (1922, Імператор)
- «Отаман Хміль» (1923, Георгій Загарін)
- «Слюсар і канцлер» (1923, Лео фон Турау)
- «Хазяїн Чорних скель» (1923, Морне)
- «Той не злодій, хто не спійманий» (1923, Каскарілья).

Режисерські роботи:
- «Повія» (1926)
- «Прокажена» (1928)